# 2125 Karl-Ontjes
2125 Karl-Ontjes è un asteroide della fascia principale del diametro medio di circa 13,69 km. Scoperto nel 1960, presenta un'orbita caratterizzata da un semiasse maggiore pari a 2,7850519 au e da un'eccentricità di 0,1078519, inclinata di 1,69061° rispetto all'eclittica.
L'asteroide è dedicato a Karl-Ontjes Groeneveld, fratello di una dei tre scopritori.